# 砂拉越博物馆

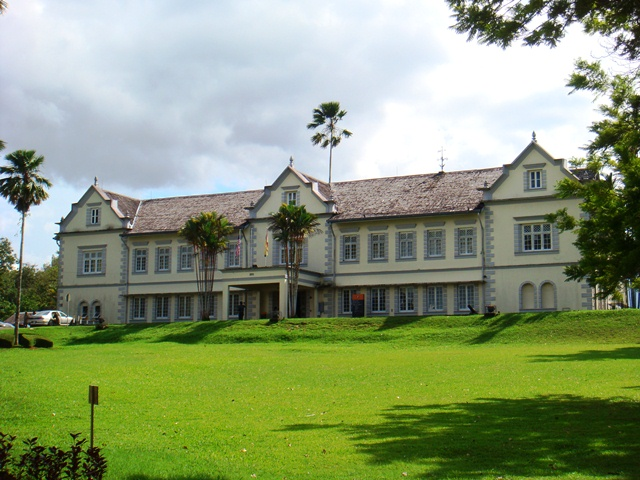
砂拉越博物馆

砂拉越博物馆建于1888年，1891年对外开放，至今有一百多年的历史。博物馆内收藏了众多展现砂拉越文化的艺术品和手工艺品,还珍藏了婆罗洲各族群生活的重要的考古资料。
馆里众多的展品是由阿尔弗雷德·拉塞尔·华莱士先生捐献的。

## 建筑整体构造
砂拉越博物馆分新馆 和旧馆，分别坐落在敦哈吉欧平路的两边。旧博物馆 整体构造具有诺曼底排屋的风格，第一层展出的是动物，包括有哺乳动物、爬行动物、鸟类等;第二层展出的各民族的艺术品，有乐器，手工艺品还有船模。除此之外旧博物馆有一座附属的建筑物收藏了许多中国的瓷器;还有一间画廊，特别为纪念此处许多族群所拥有的不同生活方式而建。新馆 用作活动和展览，经由人行桥与旧观相接。在底楼则有水族馆、植物园以及英雄纪念碑。

## 外部連結
- 阿尔弗雷德·拉塞尔·华莱士